# ドラゴン・リー
ドラゴン・リー（本名：文鏡錫（문경석）／Vyachaslev Yaksysnyi、ロシア語: Вячеслав Ясинский、中国名：巨龍、1958年8月12日）は、北朝鮮出身の香港武術映画の俳優。「Bruce Lei」とも表記される。ブルース・リーのソックリさん俳優の1人。

## 概要
彼の一家は彼が生まれてすぐにソ連に移り、さらに彼が10代の時に韓国に移り、彼はそこでハプキドー（合気道）の訓練を受けた。数多くの映画に出演しており、その中にはセミドキュメンタリー『The Real Bruce Lee』（1977年）がある。
同じくブルース・リーのソックリさん俳優であるブルース・リ、ブルース・ライと共演した映画『複製（クローン）人間ブルース・リー/怒りのスリー・ドラゴン』（1982年）では、お世辞でも素晴らしいカンフーは披露できなかったが、カサノバ・ウォンと共演した映画『黒豹飛客』（日本未公開）では早回しながらも、かなり高度なアクションを見せている。かなりのツリ目。また、ブルース・リーと比べ鳩胸である。